# Feest van Christus Koning
Het feest van Christus, Koning van het Heelal (Dominus Noster Iesus Christus Universorum Rex in het Latijn) of kortweg Christus Koning (Christus Rex) is een hoogfeest binnen de Katholieke Kerk dat eind november gevierd wordt, op de laatste zondag van het kerkelijk jaar. De daarop volgende zondag (Levavi) is het begin van de advent, het begin van het nieuwe kerkelijk jaar.
Christus Koning valt dus op de zondag in de periode van 20 tot en met 26 november.
Het feest werd in 1925 ingesteld door paus Pius XI naar aanleiding van de 1600-jarige viering van het Concilie van Nicaea om tegen het laïcisme en atheïsme nadruk te leggen op de allesomvattende betekenis van het koningschap van Christus over de mens en de wereld. Pius XI wijdde de encycliek Quas Primas aan dit feest dat telkens het kerkelijk jaar afsluit.
Christus Koning is een van de vele verschillende titels van Jezus Christus.

## Achtergrond
De titel "koning" wordt in het Nieuwe Testament meermaals in verband gebracht met Jezus. De term Christus Koning verwijst naar een van de drie Messiaanse functies van Jezus: Koning, Priester en Profeet. In het evangelie van Johannes zegt Jezus tegen Pontius Pilatus: "(...) ik ben koning. Met geen andere bestemming ben ik geboren en in de wereld gekomen dan om te getuigen van de waarheid." (Joh. 18, 37).
Op het kruis hing boven het hoofd van Jezus het opschrift INRI, "Jezus van Nazareth, koning der Joden". Bij zijn geboorte vroegen de drie koningen ook naar de koning der Joden. Ook op andere plaatsen wordt deze term nog vermeld.
De titel "koning van het heelal" wordt in de Bijbel nooit voor Jezus gebruikt; "koning over het heelal" komt in de Willibrordvertaling (editie 2012) één keer voor en heeft dan betrekking op de HEER (Psalm 103:19). Andere vertalingen zeggen daar "koning over alles".

## Inspiratie
- Christus Koning is voor de katholieke actiegroepen en jeugdbewegingen een hoogdag. In het bijzonder voor de Chiro, die in hun beginperiode (jaren 1930-1950) sterk doordrongen was van de Christus Koning-gedachte.
- Na de invoering van de feestdag werden Heilig Hartbeelden ook als Koning afgebeeld, veelal voorzien van koninklijke attributen. Een klein aantal daarvan toont Christus zittend op een troon, zoals de beelden in Posterholt, Schijndel en Sibbe.